# Håjstjärnarna
Håjstjärnarna är en sjö i Gagnefs kommun i Dalarna och ingår i Norrströms huvudavrinningsområde.